# Ricotia lunaria
Ricotia lunaria là một loài thực vật có hoa trong họ Cải. Loài này được (L.) DC. miêu tả khoa học đầu tiên.